# Corte di Cassazione (Turchia)
La Corte di Cassazione, chiamata anche Corte Suprema d'Appello della Turchia (in turco Türkiye Cumhuriyet Yargıtay Başkanlığı, o in breve Yargıtay) è l'ultimo grado di revisione delle sentenze emesse dai tribunali di giustizia penale e civile in Turchia.

## Storia

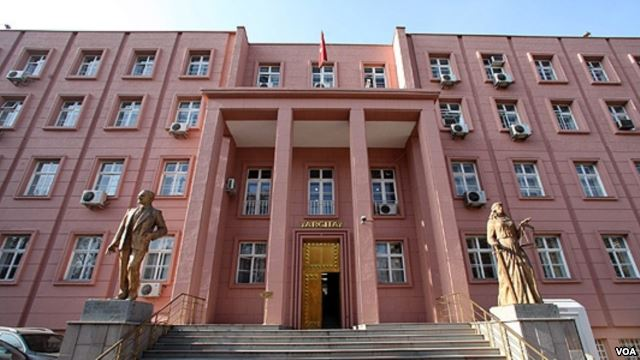
L'edificio della Corte di Cassazione turca ad Ankara.

L'istituzione della corte d'appello era il Divan nell'Impero ottomano fino al XIX secolo. La prima moderna corte d'appello (Divan-ı Ahkam-ı Adliye ), che fu la prima forma dell'odierno Yargıtay, fu istituita durante il regno di Abdül Aziz il 6 marzo 1868. Ci sono opinioni diverse sulla data di fondazione. Alcuni giuristi ritengono che il 6 marzo 1868 sia la data di fondazione in cui il Padiscià annunciò il suo volere e altri ritengono che sia invece il 1º aprile 1868, data dell'approvazione dello statuto della corte. Il suo primo presidente fu Ahmet Cevdet Pascià, il governatore di Aleppo. L'alta corte era composta rispettivamente da membri di comunità musulmane e non musulmane in un rapporto di due terzi e un terzo. Il nome "Divan-ı Ahkam-ı Adliye" fu cambiato il 18 giugno 1879 in "Mahkeme-i Temyiz" (Corte d'appello) da un atto sulla fondazione dei tribunali.
Durante la guerra d'indipendenza turca, il "Mahkeme-i Temyiz" trasferì i suoi fascicoli a una commissione temporanea d'appello (Muvakkat Temyiz Heyeti), costituita il 7 giugno 1920 a Sivas dal governo di Ankara che sostituì il governo di Istanbul durante la dissoluzione dell'Impero ottomano. Il 7 giugno 1920 la Grande Assemblea Nazionale della Turchia approvò una legge che istituiva quattro camere per i casi di appello riferiti alla giustizia civile, penale, religiosa e una per le petizioni. La Corte di Cassazione di Istanbul continuò ad esistere. Quando Istanbul passò sotto il regno del governo nazionale il 4 novembre 1922, i tribunali furono uniti trasferendo i fascicoli da Istanbul a Sivas. La commissione temporanea d'appello si trasferì da Sivas a Eskişehir il 14 novembre 1923 a causa del migliore potenziale dei trasporti. Allo stesso tempo, il nome del comitato fu cambiato in Corte d'Appello (Temyiz Mahkemesi).
Nel 1935, la Corte Suprema d'Appello si trasferì nel suo nuovo edificio ad Ankara, che fu costruito dal famoso architetto austriaco Clemens Holzmeister. Il 10 gennaio 1945 il nome della "Corte d'Appello" fu cambiato in "Corte di Cassazione" (Yargıtay). L'ultimo atto (Legge 2797) relativo alla Corte di Cassazione è del 4 febbraio 1983.

## Amministrazione
La Corte è suddivisa in 30 sezioni secondo il loro particolare settore di specializzazione. Ci sono 20 camere civili, 10 camere penali. Fino al 2001 c'erano 21 camere civili e 11 penali. Una camera ha cinque membri, uno dei quali ne assume la presidenza. Le sentenze sono prese a maggioranza. Un giudice eletto da tutti i giudici della Corte di Cassazione presiede l'intera Corte in qualità di Presidente generale. Tutti i presidenti e i membri dei giudici delle camere civili formano l'Assemblea civile generale e tutti i presidenti e membri dei giudici delle camere penali costituiscono l'Assemblea penale generale (in turco Yargıtay Ceza Genel Kurulu). Le Assemblee Generali decidono sulle cause, se il giudice di primo grado non si attiene alla decisione della Camera, persistendo nella propria decisione e sulle cause impugnate dal Procuratore capo della Corte di Cassazione. Ci sono 250 alti magistrati, 32 capi di sezione e 440 giudici relatori con il compito di svolgere la preparazione preliminare e di spiegare il fascicolo ai giudici membri di tale Corte e 144 pubblici ministeri che lavorano presso la Corte di cassazione. Nelle camere civili, il numero medio di fascicoli che pervengono a queste camere ogni anno è 261.716 e la durata della gestione del fascicolo cambia da due mesi a tre mesi. Nelle camere penali si concludono in media 139.025 fascicoli all'anno.

## Riforme
Come viene riportato nel rapporto 2005 della Commissione Europea: “La legge istitutiva delle corti d'appello intermedie è entrata in vigore il 1º giugno 2005. L'istituzione delle Corti d'appello ridurrà sostanzialmente il carico di cause della Corte di cassazione e le consentirà di concentrarsi sulla sua funzione di fornire orientamenti ai tribunali di grado inferiore su questioni di diritto di importanza pubblica. La legge prevede che i tribunali siano istituiti entro due anni dalla sua entrata in vigore”. Il rapporto sullo stato di avanzamento della Commissione europea sulla Turchia del 9 novembre 2010 affermava: "Le corti d'appello regionali non sono ancora operative. Per legge, sarebbero dovute essere operative entro giugno 2007."
Nel rapporto sul paese del 2009 Human Rights Watch ha scritto: "Le decisioni della Corte di cassazione turca hanno continuato a violare il diritto internazionale dei diritti umani e la giurisprudenza della Corte europea dei diritti umani e hanno dimostrato che la magistratura rimane un luogo di resistenza istituzionalizzata alle riforme." L'organizzazione ha criticato una precedente decisione del marzo 2008 del Consiglio penale generale della Corte di cassazione, che aveva stabileto che le persone che si univano a manifestazioni in cui il Partito dei Lavoratori del Kurdistan (PKK) aveva chiesto la partecipazione pubblica, dovevano essere accusate di "appartenenza" al PKK per "aver commesso un reato in nome dell'organizzazione". In un rapporto del 17 giugno 2010 Amnesty International ha chiesto la fine del perseguimento dei minori ai sensi della legislazione antiterrorismo.  L'organizzazione ha dichiarato: "Migliaia di bambini in Turchia, alcuni di appena 12 anni, sono stati perseguiti ai sensi della legislazione antiterrorismo, esclusivamente per la loro presunta partecipazione a manifestazioni considerate dal governo a sostegno del terrorismo. I procedimenti giudiziari si basano spesso su prove inconsistenti o dichiarazioni tratte dai bambini sotto pressione. La legislazione antiterrorismo in base alla quale i bambini sono perseguiti è vaga ed eccessivamente ampia nella sua formulazione e ingiusta nella sua applicazione da parte di giudici e pubblici ministeri." Il 19 novembre 2010 Amnesty International ha fatto riferimento a modifiche legali riguardanti i processi di minori: "Il governo turco ha emendato la legge per impedire il perseguimento dei bambini manifestanti ai sensi della legislazione antiterrorismo esclusivamente per la loro presunta partecipazione a manifestazioni. In base a questi emendamenti, tutti i bambini precedentemente condannati ai sensi della legge antiterrorismo vedranno annullate le loro condanne e tutti i bambini perseguiti in base ad altre leggi saranno processati nei tribunali dei bambini piuttosto che nei tribunali penali pesanti speciali per adulti."
Queste e altre critiche hanno portato a ulteriori riforme. Il 1º marzo 2011 la Law Library of Congress ha riportato: "Il 9 febbraio 2011 il parlamento turco ha approvato un controverso disegno di legge di riforma giudiziaria. In base alla legge sulla modifica di alcune leggi, il livello più alto della magistratura sarà ristrutturato. La Corte d'Appello (Corte di Cassazione, Yargıtay, la più alta corte per le cause civili e penali) avrebbe aumentato il numero delle sue camere da 32 a 38, e il Consiglio di Stato (o Corte Amministrativa Suprema, Danıştay, la più alta amministrazione amministrativa del paese corte) avrebbe avuto 15 divisioni invece delle precedenti 13.
Nel firmare il disegno di legge il 14 febbraio 2011, il presidente turco Abdullah Gül ha osservato che se non lo avesse approvato, "200.000 casi sarebbero potuti andare a prescrizione".